# وامبت بینی‌مودار
وامبت‌های بینی‌مودار (نام علمی: Lasiorhinus) سردهای از تیره وامبتان از گروه پستانداران کیسه‌دار هستند.
- وامبت بینی‌مودار شمالی, L. krefftii
- وامبت بینی‌مودار جنوبی, L. latifrons
- Lasiorhinus angustioens سنگواره